# نویستیف اینرمانزینگ
نویستیف اینرمانزینگ (به آلمانی: Neustift-Innermanzing) یک منطقهٔ مسکونی در اتریش است که در ناحیه زانکت پولتن-لاند واقع شده‌است. نویستیف اینرمانزینگ ۱۴٫۹ کیلومتر مربع مساحت دارد ۲۹۸ متر بالاتر از سطح دریا واقع شده‌است.